# Опијев закон
Опијев закон (лат. Lex Oppia) је закон, којим се ограничава женски луксуз и његово приказивање у јавности, а изгласан је 215. п. н. е. за време Другога пунскога рата непосредно након битке код Кане. Име је добио по народном трибуну Гају Опију, који је предложио закон. Женама се забрањивало да поседују више од пола унце злата, да носе одећу у више боја и да се унутар града возе у кочијама. Током 195. п. н. е. предложено је укидање закона, али укидању се противио Катон Старији и двојица народних трибуна. Под притиском жена и њихових демонстрација закон је коначно укинут 195. п. н. е.

## Порекло
Закон је предложио народни трибун Гај Опије 215. пре н. е, након римскога пораза у бици код Кане. Према закону жене нису смеле да поседују више од пола унце злата, да носе одећу у више боја и да се возе у кочијама унутар Рима или било кога римскога града, сем за време верских свечаности. Опијев закон представљао је првенствено економску меру, насталу због тешке финансијске ситуације у којој је била Римска република за време Другога пунскога рата, а посебно након уништења велике римске војске у бици код Кане. Сматрало се да жене својом склоношћу за луксузом поткопавају саме темење Римске републике и да би се новац којим се купују луксузне ствари требало да се користи за куповину наоружања и војне опреме. Успостављала су се ограничења у оквирима контроле трошкова на луксуз, на предмете, који су имали више друштвени, а мање економски значај. Забринутост због луксуза и претеривања у луксузу полазила су од претпоставке да луксуз може да поткопа традиционалне ратничке врлине. Осим тога сматрало се да луксуз представља потицај за похлепу, која је највише доприносила корупцији. Поред тога повезивали су се претерани трошкови са неекономичним кориштењем властите или породичне имовине.

## Промена финансијске ситуације окончањем Другога пунскога рата
Након Другога пунскога рата и римске победе над Картагином из освојених подручја слило се огромно богатство, које су приграбили владајући кругови. Истовремено је дошло до трансформације њиховога начина живота, тако да су заменили традиционалну једноставност са екстравагантним показивањем великога богатства. Победа је омогућила богатијим Римљанима да имају приступ егзотичнијим и луксузнијим производима. Током тога периода долази до промене вредносних судова, о понашању горњих слојева римскога друштва. Пошто Римска република више није била угрожена ни војнички ни финансијски више није било ни разлога да се ограничава женски луксуз. Рим се обогатио картагињанским пленом и ратном одштетом, тако да више није било разлога за ограничења.

## Предлог да се опозове закон
Два народна трибуна Марко Фунданије и Луције Валерије предложили су 195. п. н. е. да се опозове Опијев закон. Два друга народна трибуна Марко Јуније Брут и Публије Јуније Брут бранили су закон и изјавили су да неће дозволити да се опозове. Развила се жестока дебата присталица и противника закона, а богатије жене су почеле да траже од својих мужева укидање закона, пошто се економска ситуација изменила и нестали су разлози његовога доношења. Жене су почеле да јавно траже опозив закона. Сваким даном било их је све више на улицама, па су блокирале и прилазе форуму, а на крају су тражиле од конзула и претора да их подрже.

## Катон Старији се залаже за закон
Међутим конзул Катон Старији се строго опирао укидању закона. Тврдио је да је закон био користан. Укинуо је срамоту сиромаштва пошто су све жене биле слично обучене, а да ће његово укидање поново довести до такмичења у одевању, где ће једне жене осећати срам, а да ће се друге осећати надмоћно. Након тога сиромашније жене ће да би избегле срамоту трошити изнад својих могућности само да се не види да су сиромашније. Тврдио је да је женска страст за трошењем новца болест, која се не може лечити, него се само може обуздати, као што је чинио Опијев закон. Говорио је да када се жене једном навикну на луксуз да личе на дивље животиње, које кад једном осете крв више не могу да се обуздају, а тако и жене срљају у оргију претеранога трошења.

## Опозив закона
Након Катона било је још говора и за и против Опијева закона. Жене су прокуљале на улице Рима у још већем броју и отишле су до кућа двојице народних трибуна Брута, који су улагали вето супротстављајући се укидању Опијевога закона. Нису се мицале са врата двојице трибуна, све док они нису одустали од стављања вета на укидање закона. Опијев закон је укинут 195. пре н. е, двадесет година након доношења.

## Извор
- Тит Ливије
- A.E.Astin, “Cato the censor”.